# Teleutomyrmex
Teleutomyrmex – rodzaj mrówek z podrodziny Myrmicinae. Obejmuje dwa gatunki.

## Gatunki
- Teleutomyrmex kutteri Tinaut, 1990
- Teleutomyrmex schneideri Kutter, 1950